# Kaposvári egyházmegye
A Kaposvári egyházmegye (latinul: Dioecesis Kaposvarensis) a római katolikus egyház egyik magyarországi egyházmegyéje. 1993-ban hozta létre II. János Pál pápa. Katedrálisa a kaposvári Nagyboldogasszony-székesegyház.

## Terület
Területe 6790 km², ezen 1999-ben 448 370 fő élt, ebből 318 910 fő hívő. Az egyházmegye területe magában foglalja majdnem egész Somogy vármegyét (Balatonvilágos, Kánya, Tengőd, Bedegkér, valamint délen Potony, Tótújfalu, Lakócsa és Szentborbás kivételével), emellett Zala vármegye keleti területét Nagykanizsával együtt, Tolna vármegye nyugati csücskét és több Baranya vármegyei települést. Püspöki székhelye Kaposvár.

### Szomszédos egyházmegyék
- Belovár-Kőrösi egyházmegye (Horvátország)
- Pécsi egyházmegye
- Pozsegai egyházmegye (Horvátország)
- Székesfehérvári egyházmegye
- Szombathelyi egyházmegye
- Varasdi egyházmegye (Horvátország)

## Történelem
A II. vatikáni zsinat (1962–65) tervei közt szerepelt az egyházi kormányzati területek alkalmasabb felosztása. Ennek megfelelően a Magyar Katolikus Püspöki Konferencia hozzálátott az egyházi tartományok és az egyházmegyék új elrendezésének megállapításához. Célja az volt, hogy minden egyházmegyében jobban kitűnjön az egyház természete, továbbá a püspök megfelelően és hatásosan végezze munkáját, amint azt a vallási, erkölcsi és szociokulturális kívánalmak megkövetelik.
A rendszerváltás után, 1993. május 30-án II. János Pál pápa a Hungarorum Gens kezdetű apostoli konstitúciójával alapította a Kaposvári egyházmegyét a Veszprémi egyházmegye Balatontól délre eső területeiből, és ezzel együtt Veszprémet érseki rangra emelte.

## Szervezet

### Az egyházmegyében szolgálatot teljesítő püspökök
| Fénykép | Név, beosztás                            | Születési helye, ideje                 | Kinevezés dátuma |
| ------- | ---------------------------------------- | -------------------------------------- | --- |
|         | Varga László kaposvári megyéspüspök      | Tapolca, 1956. augusztus 17. (68 éves) | kaposvári püspök: 2017. március 25. felszentelés és beiktatás: 2017. május 13. |
|         | Balás Béla nyugalmazott kaposvári püspök | Budapest, 1941. március 25. (83 éves)  | veszprémi segédpüspöknek kinevezve: 1992. augusztus 10. kaposvári püspök: 1993. május 31. sede vacante apostoli adminisztrátor: 2017. március 25. – május 13. nyugállományban: 2017. március 25. |

## Egyházközségek
A püspökség területét eredetileg 157 plébániára osztották fel. 2018-ban 102 plébániája volt, ebből 70 volt betöltve, melyeken összesen 76 pap szolgált. Az egyházmegyének 9 állandó diakónusa is van. A papnövendékek száma ugyanekkor 11 volt.